# کریستین زینگا
کریستین زینگا (انگلیسی: Christian Nzinga؛ زادهٔ ۱۲ ژوئن ۱۹۸۵) بازیکن فوتبال اهل فرانسه است.
از باشگاه‌هایی که در آن بازی کرده‌است می‌توان به باشگاه فوتبال وستهام یونایتد اشاره کرد.